# Аллен, Грейсон
Грейсон Аллен (англ. Grayson Allen; род. 8 октября 1995, Джексонвилл, Флорида) — американский профессиональный баскетболист Национальной баскетбольной ассоциации. Играет на позиции атакующего защитника за команду «Финикс Санз». Ранее играл за баскетбольную команду университета Дьюка. Он помог Дьюку выиграть национальный чемпионат в 2015 году. Его часто называют одним из лучших игроков Дьюка 2010-х годов. 

## Карьера в сборной университета Дьюка
В сезоне 2016—2017 гг. Аллен набирал в среднем 14,5 очков за игру и попадал с точностью 36,5 % из трёхочковой зоны. Он играл в среднем 29,6 минуты за игру и процент попадания штрафных бросков составлял 81,1 %.

## Профессиональная карьера
21 июня 2018 года Аллен был выбран с 21-м общим выбором Юта Джаз в драфте НБА 2018 года. 2 июля был подписан официальный контракт с Юта Джаз. Он дебютировал в НБА 22 октября 2018 года против «Мемфис Гриззлис», забив 7 очков за 11 минут со скамейки запасных. 10 апреля 2019 года Аллен набрал рекордные 40 очков, сделав семь подборов, четыре передачи, перехват и блок-шот, проиграв «Лос-Анджелес Клипперс» в овертайме со счетом 137–143.
6 июля 2019 года был обменян в «Мемфис Гриззлис» (вместе с Кайлом Корвером, Джеем Краудером, 23-й выбором на драфте 2019 года и выбором в 1-м раунде драфта 2020 года в обмен на Майка Конли).
16 декабря 2020 года «Мемфис»  объявил о том, что клуб воспользовался опцией продления контракта Аллена. Новое соглашение рассчитано до конца сезона-2020/21. 7 апреля он набрал максимальные 30 очков в сезоне, а также четыре подбора и три передачи в победной игре с «Атлантой Хокс» (131:113).
7 августа 2021 года «Гриззлис» отправил Аллена в «Милуоки Бакс» в обмен на разыгрывающего Сэма Меррилла и два пика 2-го раунда. 21 января 2022 года во время игры против «Чикаго Буллз» Аллен сфолил на защитнике соперника Алексе Карузо и был исключен из игры после того, как получил второй грубый фол. Тренер «Буллз» Билли Донован публично осудил Аллена после игры, сославшись на историю опасных игр Аллена и заявив, что он «мог положить конец карьере [Карузо]». 23 января Грейсон был дисквалифицирован НБА на одну игру. Об этом инциденте Аллен сказал: «Это было прискорбно. Я прыгнул, чтобы заблокировать мяч левой рукой, и, во время вращения хотел схватить мяч правой рукой, а не бросить его вниз. Это было действительно тяжелое падение, и я рад, что с ним все в порядке. Если бы я мог повторить  игру заново, зная, что он так упадет, я бы не стал играть».
22 апреля 2022 года, во время третьей игры первого раунда плей-офф, Аллен набрал рекордные на тот момент в плей-офф 22 очка в победной игре над «Чикаго Буллз» со счетом 111–81. Два дня спустя он превзошел этот показатель, набрав 27 очков и сделав три перехвата в победной четвертой игре со счетом 119-95.
15 апреля 2024 года стало известно, что Аллен подписал новый четырехлетний контракт с «Санз», по которому сможет заработать 70 миллионов долларов.

## Статистика

### Статистика в НБА
| Сезон                                                                                    | Команда | Регулярный сезон | Регулярный сезон | Регулярный сезон | Регулярный сезон | Регулярный сезон | Регулярный сезон | Регулярный сезон | Регулярный сезон | Регулярный сезон | Регулярный сезон | Регулярный сезон | Серия плей-офф | Серия плей-офф | Серия плей-офф | Серия плей-офф | Серия плей-офф | Серия плей-офф | Серия плей-офф | Серия плей-офф | Серия плей-офф | Серия плей-офф | Серия плей-офф |
| Сезон                                                                                    | Команда | GP               | GS               | MPG              | FG%              | 3P%              | FT%              | RPG              | APG              | SPG              | BPG              | PPG              | GP             | GS             | MPG            | FG%            | 3P%            | FT%            | RPG            | APG            | SPG            | BPG            | PPG            |
| ---------------------------------------------------------------------------------------- | ------- | ---------------- | ---------------- | ---------------- | ---------------- | ---------------- | ---------------- | ---------------- | ---------------- | ---------------- | ---------------- | ---------------- | -------------- | -------------- | -------------- | -------------- | -------------- | -------------- | -------------- | -------------- | -------------- | -------------- | -------------- |
| 2018/19                                                                                  | Юта     | 38               | 2                | 11,0             | 37,6             | 32,3             | 75,0             | 0,6              | 0,7              | 0,2              | 0,2              | 5,6              | 2              | 0              | 7,1            | 28,6           | 0,0            | 71,4           | 0,5            | 0,0            | 0,0            | 0,0            | 4,5            |
| 2019/20                                                                                  | Мемфис  | 38               | 0                | 18,9             | 46,6             | 40,4             | 86,7             | 2,2              | 1,4              | 0,3              | 0,1              | 8,7              | Не участвовал  | Не участвовал  | Не участвовал  | Не участвовал  | Не участвовал  | Не участвовал  | Не участвовал  | Не участвовал  | Не участвовал  | Не участвовал  | Не участвовал  |
|                                                                                          | Всего   | 76               | 2                | 14,9             | 42,9             | 37,1             | 80,0             | 1,4              | 1,0              | 0,2              | 0,1              | 7,1              | 2              | 0              | 7,1            | 28,6           | 0,0            | 71,4           | 0,5            | 0,0            | 0,0            | 0,0            | 4,5            |
| Наведите курсор мыши на аббревиатуры в заголовке таблицы, чтобы прочесть их расшифровку. |         |                  |                  |                  |                  |                  |                  |                  |                  |                  |                  |                  |                |                |                |                |                |                |                |                |                |                |                |

### Статистика в Джи-Лиге
| Сезон                                                                                    | Команда              | Регулярный сезон | Регулярный сезон | Регулярный сезон | Регулярный сезон | Регулярный сезон | Регулярный сезон | Регулярный сезон | Регулярный сезон | Регулярный сезон | Регулярный сезон | Регулярный сезон | Серия плей-офф | Серия плей-офф | Серия плей-офф | Серия плей-офф | Серия плей-офф | Серия плей-офф | Серия плей-офф | Серия плей-офф | Серия плей-офф | Серия плей-офф | Серия плей-офф |
| Сезон                                                                                    | Команда              | GP               | GS               | MPG              | FG%              | 3P%              | FT%              | RPG              | APG              | SPG              | BPG              | PPG              | GP             | GS             | MPG            | FG%            | 3P%            | FT%            | RPG            | APG            | SPG            | BPG            | PPG            |
| ---------------------------------------------------------------------------------------- | -------------------- | ---------------- | ---------------- | ---------------- | ---------------- | ---------------- | ---------------- | ---------------- | ---------------- | ---------------- | ---------------- | ---------------- | -------------- | -------------- | -------------- | -------------- | -------------- | -------------- | -------------- | -------------- | -------------- | -------------- | -------------- |
| 2018/19                                                                                  | Солт-Лейк-Сити Старз | 12               | 12               | 30,3             | 46,3             | 40,5             | 73,5             | 2,7              | 2,5              | 0,8              | 0,3              | 16,3             | 1              | 1              | 38,0           | 73,3           | 75,0           | 75,0           | 6,0            | 5,0            | 0,0            | 0,0            | 37,0           |
|                                                                                          | Всего                | 12               | 12               | 30,3             | 46,3             | 40,5             | 73,5             | 2,7              | 2,5              | 0,8              | 0,3              | 16,3             | 1              | 1              | 38,0           | 73,3           | 75,0           | 75,0           | 6,0            | 5,0            | 0,0            | 0,0            | 37,0           |
| Наведите курсор мыши на аббревиатуры в заголовке таблицы, чтобы прочесть их расшифровку. |                      |                  |                  |                  |                  |                  |                  |                  |                  |                  |                  |                  |                |                |                |                |                |                |                |                |                |                |                |

### Статистика в колледже
| Сезон                                                                                   | Команда | GP  | GS | MPG  | FG%  | 3P%  | FT%  | RPG | APG | SPG | BPG | PPG  |  |
| --------------------------------------------------------------------------------------- | ------- | --- | -- | ---- | ---- | ---- | ---- | --- | --- | --- | --- | ---- |  |
| 2014/15                                                                                 | Дьюк    | 35  | 0  | 9,2  | 42,5 | 34,6 | 84,9 | 1,0 | 0,4 | 0,3 | 0,1 | 4,4  |  |
| 2015/16                                                                                 | Дьюк    | 36  | 35 | 36,6 | 46,6 | 41,7 | 83,7 | 4,6 | 3,5 | 1,3 | 0,1 | 21,6 |  |
| 2016/17                                                                                 | Дьюк    | 34  | 25 | 29,6 | 39,5 | 36,5 | 81,1 | 3,7 | 3,5 | 0,8 | 0,1 | 14,5 |  |
| 2017/18                                                                                 | Дьюк    | 37  | 37 | 35,6 | 41,8 | 37,0 | 85,0 | 3,3 | 4,6 | 1,7 | 0,1 | 15,5 |  |
|                                                                                         | Всего   | 142 | 97 | 27,9 | 43,0 | 38,0 | 83,4 | 3,2 | 3,0 | 1,0 | 0,1 | 14,1 |  |
| Наведите курсор мыши на аббревиатуры в заголовке таблицы, чтобы прочесть их расшифровку |         |     |    |      |      |      |      |     |     |     |     |      |  |